# Plaza de la República (Podgorica)
La plaza de la República (en montenegrino: Трг Републике) es la plaza central de la ciudad de Podgorica, capital de Montenegro. Se encuentra en Nova Varoš (Ciudad Nueva), el corazón administrativo, así como sociocultural, de la ciudad. La plaza tiene una superficie de 15.000 metros cuadrados. La biblioteca de la ciudad "Radosav Ljumović" se encuentra en la plaza, así como la galería nacional "Art".
La plaza está rodeada por la Ulica Slobode (calle Libertad) hacia el este, y la Njegoševa ulica (calle de Njegoš) al oeste. Tanto Njegoševa y como la calle Slobode son zonas peatonales, recientemente renovadas - con Ulica Slobode siendo también una popular calle comercial.